# Humboldt-Gymnasium Radeberg
Das Humboldt-Gymnasium Radeberg ist eine öffentliche höhere Schule des Landkreises Bautzen in Radeberg.
Der Altbau steht heute unter Denkmalschutz.

## Lage
Bevor es 1912 in den Schulneubau auf dem Freudenberg, dem jetzigen Standort, einzog, wurden Räume der heutigen Pestalozzi-Schule für den Schulbetrieb genutzt. Zeitweise war es im Gebäude der „Alten Stadtschule“ neben der evangelischen Stadtkirche untergebracht. Das im Jahr 2000 umfassend sanierte und mit einem Neubau ergänzte Schulgebäude liegt in Radeberg auf dem Freudenberg. Eine Außenstelle des Gymnasiums befindet sich neben der evangelischen Stadtkirche.

## Geschichte

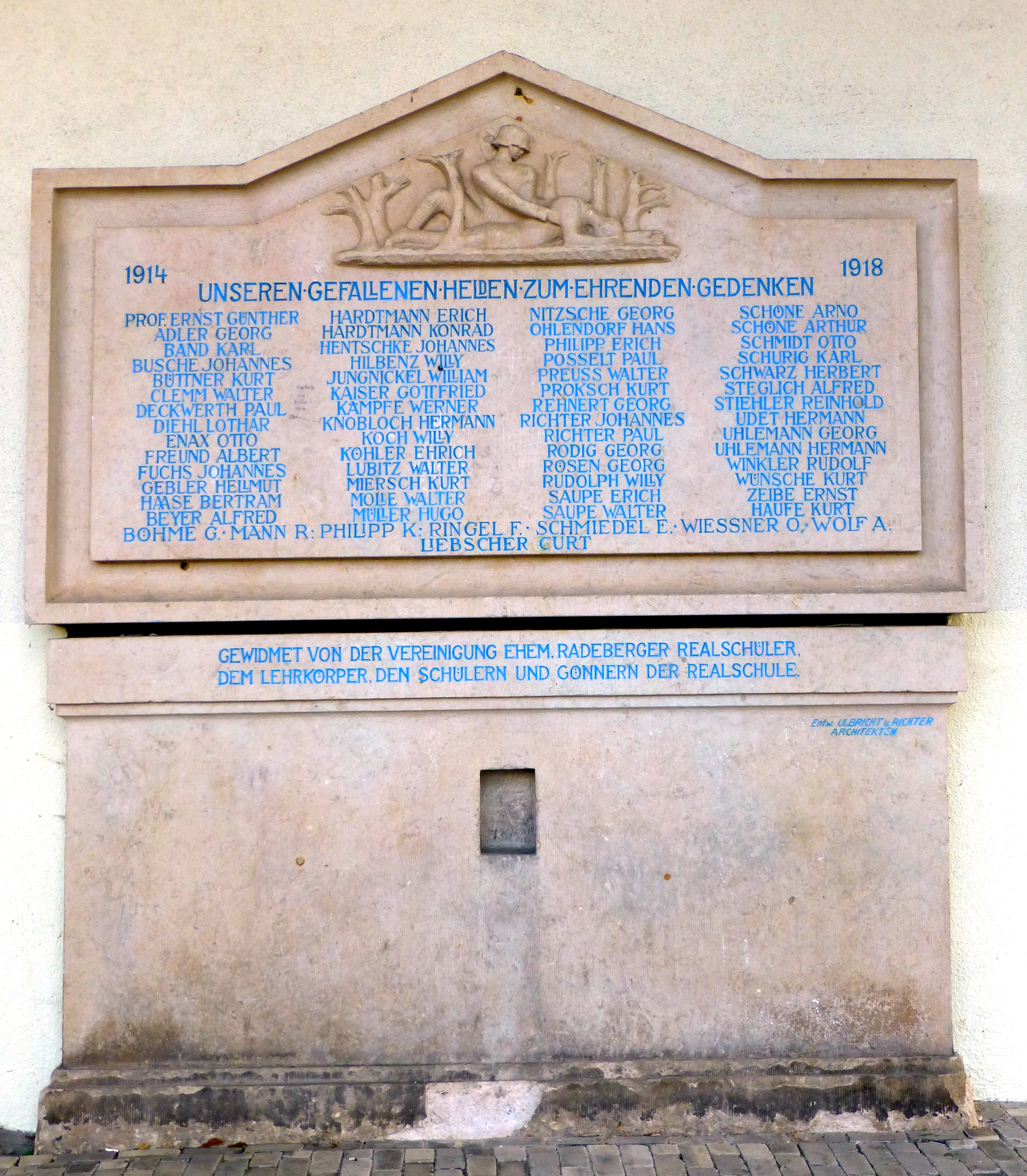
Denkmal für die im Ersten Weltkrieg gefallenen Lehrer und Schüler der Realschule mit Progymnasium Radeberg

Die Einrichtung wurde 1899 als Städtische Höhere Knabenschule gegründet. 1904 erhielt sie die Anerkennung als Realschule mit Progymnasium. Als 1925 eine Oberprima eröffnet wurde, erhielt sie den Status "Realgymnasium mit Realschule". Ab 1938 nannte sie sich „Städtische Oberschule für Jungen“, wobei jedoch auch Mädchen unterrichtet wurden. Nach dem Zweiten Weltkrieg  wurde im Herbst 1946 im Rahmen der vom Magistrat der Stadt Radeberg vorgeschlagenen und von der Sowjetischen Stadtkommandantur genehmigten Umbenennung aller Radeberger Schulen der neue Name „Humboldtschule“ vergeben, und 1959, 13 Jahre später, erhielt sie die Bezeichnung „Erweiterte Oberschule Humboldtschule Radeberg“. 1982 schloss man diese Schule, die Schüler mussten in die Anstalten nach Dresden oder Bischofswerda. Mit der politischen Wende wurde auch das Gymnasium wieder eröffnet und nannte sich zunächst ab 1990 „Humboldtschule“ (Gymnasium im Aufbau) und dann seit 1992 „Humboldt-Gymnasium Radeberg“. Verzögerungen bei der Renovierung, Rekonstruktion und der Erweiterung der alten Gebäude ließen den Wiedereinzug erst im Winter 2000 in den früheren Standort auf dem Freudenberg zu. Bis dahin wurde auch das ehemalige Schulgebäude auf der Waldstraße genutzt.

## Förderverein
Am 11. Oktober 1991 wurde der Förderverein Humboldtiana e. V. gegründet, um den Aufbau und den Schulbetrieb zu unterstützen. Gemeinsam mit der Stadt Radeberg verleiht der Förderverein den mit 300 Euro dotierten Humboldt-Preis für die Abitur-Gesamtqualifikation 1,0.

## Projekte
- Von 2005 bis 2007 und von 2009 bis 2011 nahm die Schule am Comenius-Programm, einem 1995 eingerichteten Projekt der Europäischen Union mit dem Ziel, die Zusammenarbeit von Schulen aller Schulstufen und Schulformen innerhalb der Europäischen Union sowie die Mobilität von Schülern und Lehrern zu fördern, teil.
- Schüleraustausche finden mit dem Lycée "Henry Laurens" aus Saint Vallier in Frankreich und mit dem Schweizer Gymnasium von Yverdon statt.
- Im Jahre 2013 begann ein Projekt, mit dem je Etage eine und in die Hälfte aller Fachräume Interaktive Tafeln eingebaut wurden.

## Ehemalige
- Albrecht Menzel, Schüler (2003–2009), Geiger und Preisträger zahlreicher internationaler Wettbewerbe[3]
- Thomas Löser, Lehrer (2004–2019), Landtagsabgeordneter für Bündnis 90/Die Grünen[4]